# Gănești, Alba
Gănești este un sat în comuna Bistra din județul Alba, Transilvania, România.
Cu acest nume mai sint localitati in Muntenia (2), Moldova si inca una in Transilvania. 